# Ernest Paul
Pour les articles homonymes, voir Paul.
Ernest Paul, né le 5 décembre 1881 à Villotte-sur-Ource, Côte-d'Or et mort le 9 septembre 1964 à Honfleur, est un cycliste français.

## Biographie
Ernest Paul est le demi-frère du cycliste luxembourgeois François Faber. Il est professionnel de 1908 à 1914 et de 1919 à 1922. Habitant à Colombes, il est mobilisé pendant la Première Guerre mondiale.

## Palmarès
- 1908
  - 3e de Paris-Lille
- 1909
  - 7e étape du Tour de France
  - Paris-Beaugency
  - 3e de Paris-Tours
  - 6e du Tour de France
- 1910
  - 11e étape du Tour de France
  - 7e du Tour de France
  - 8e de Paris-Tours
- 1911
  - 3e de Paris-Brest-Paris
  - 5e de Bordeaux-Paris
  - 8e du Tour de France
- 1913
  - 10e de Bordeaux-Paris
- 1919
  - Nice-Annot-Nice

## Résultats sur le Tour de France
8 participations
- 1908 : 18e du classement général
- 1909 : 6e du classement général et vainqueur d’une étape
- 1910 : 7e du classement général et vainqueur d’une étape
- 1911 : 8e du classement général
- 1912 : abandon (4e étape)
- 1914 : 12e du classement général
- 1921 : 27e du classement général
- 1922 : 30e du classement général